# Panjshir
Panjshir, o Panshir, è una provincia dell'Afghanistan, che ha come capoluogo Bazarak. Corrisponde all'omonima valle, circondata dalle montagne dell'Hindu Kush.
È la terra natale di Aḥmad Shāh Masʿūd, nonché l'area nella quale il leader tagiko resistette alle offensive sovietiche nel corso dell'invasione dell'Afghanistan. Fu anche una delle pochissime province afghane a non sottomettersi al dominio talebano, resistendo fino all'uccisione di Massoud e al successivo intervento militare statunitense, sviluppatosi in seguito agli attacchi dell'11 settembre 2001.
Dopo la seconda conquista del potere da parte dei talebani nel 2021, la provincia è sede della resistenza del Panjshir, guidata da Ahmad Massoud, figlio di Aḥmad Shah Massoud.

## Suddivisioni amministrative
La provincia di Panjshir è divisa in 7 distretti:
- Anaba
- Bazarak
- Darah
- Khenj
- Paryan
- Rokha
- Shotul